# The Song Remains the Same (film)
The Song Remains the Same (znany również jako TSRTS) – film koncertowy angielskiego zespołu rockowego Led Zeppelin. Nagranie filmu miało miejsce w ciągu trzech wieczorów w nowojorskiej sali Madison Square Garden, podczas trasy koncertowej w roku 1973. Film pojawił się 21 października 1976 w Cinema I w Nowym Jorku, a w dwa tygodnie później w kinach w Londynie. Równocześnie wydany został album z muzyką z filmu, a jego wersja DVD pojawiła się 31 grudnia 1999.
W materiałach promocyjnych zespół stwierdził, że film ten stanowi „szczególny sposób zaserwowania milionom przyjaciół zespołu tego, czego już od dawna się domagali – osobistej i prywatnej podróży z Led Zeppelin. Po raz pierwszy świat może zająć miejsce w pierwszym rzędzie na Ołowianym Sterowcu."
Wytwórnia Warner Home Video opublikowała 20 listopada 2007 drugie wydanie filmu na DVD, HD DVD oraz płytach Blu-ray, zawierające niepublikowane wcześniej materiały.

## Muzyczne wydanie winylowe
Strona A
1. Rock & Roll
2. Celebration Day
3. The Song Remains the Same
4. The Rain Song

Strona B
1. Dazed and Confused

Strona C
1. No Quarter
2. Stairway to Heaven

Strona D
1. Moby Dick
2. Whole Lotta Love

## Wersja zremasterowana
CD1
1. Rock & Roll
2. Celebration Day
3. Black Dog*
4. Over the Hills and Far Away*
5. Misty Mountain Hop*
6. Since I’ve Been Loving You*
7. No Quarter
8. The Song Remains the Same
9. The Rain Song
10. The Ocean*

CD2
1. Dazed and Confused
2. Stairway to Heaven
3. Moby Dick
4. Heartbreaker*
5. Whole Lotta Love

## Lista scen na wydaniu DVD
1. Mob Rubout
2. Mob Town Credits
3. Country Life („Autumn Lake”)
4. „Bron-Yr-Aur”
5. „Rock and Roll”
6. „Black Dog”
7. „Since I’ve Been Loving You”
8. „No Quarter”
9. Who's Responsible?
10. „The Song Remains the Same”
11. „The Rain Song”
12. Fire and Sword
13. Capturing the Castle
14. Not Quite Backstage Pass
15. „Dazed and Confused”
16. Strung Out
17. Magic in the Night
18. Gate Crasher
19. No Comment
20. „Stairway to Heaven”
21. „Moby Dick”
22. Country Squire Bonham
23. „Heartbreaker”
24. Grand Theft
25. „Whole Lotta Love”
26. Napisy końcowe (z/ '"Stairway to Heaven”)

## Wystąpili
- Peter Grant, Jimmy Page, John Bonham, John Paul Jones, Robert Plant, Richard Cole, Derek Skilton, Colin Rigdon.

## Skład
- Jimmy Page – gitary, produkcja, montaż dźwięku, miksowanie
- Robert Plant – śpiew
- John Paul Jones – gitara basowa, organy
- John Bonham – perkusja
- Peter Grant – producent wykonawczy
- Joe Massot – reżyser
- Peter Clifton – reżyser
- Ernie Day – operator kamery
- Robert Freeman – operator kamery
- David Gladwell – montażysta
- Eddie Kramer – inżynier dźwięku
- Shelly – efekty specjalne
- Ian Knight – efekty wizualne i oświetlenie
- Kirby Wyatt – efekty wizualne i oświetlenie
- Brian Condliffe – technik
- Mick Hinton – technik
- Benji Le Fevre – technik
- Ray Thomas – technik
- Steven Weiss – konsultant
- Cameron Crowe – wkładka